# 泉福寺 (横須賀市)
泉福寺（せんぷくじ）は、神奈川県横須賀市三春町にある日蓮宗の寺院。山号は照本山。旧本山は衣笠大明寺（六条門流）、奠師法縁（奠統会）。

## 歴史
- 応永6年（1399年）成光坊日進を開山に迎え創建。

## 境内
- 本堂　大正12年（1923年）の関東大震災で焼失し、翌年仮堂が建築され、昭和29年（1954年）再建されたもの。
- 毘沙門堂　昭和29年（1954年）馬堀にある白山神社旧社殿を移築。社殿の彫刻は後藤喜三郎の作。毘沙門天像は大津陣屋の川越藩士が陣屋の守護神として所持していたものといわれる。

## 参考資料
- 日蓮宗寺院大鑑編集委員会『宗祖第七百遠忌記念出版 日蓮宗寺院大鑑』大本山池上本門寺 (1981年)
- 「衣笠庄 公郷村 泉福寺」『大日本地誌大系』 第40巻新編相模国風土記稿5巻之113村里部三浦郡巻之8、雄山閣、1932年8月。NDLJP:1179240/157。